# Steviopsis thyrsiflora
Steviopsis thyrsiflora là một loài thực vật có hoa trong họ Cúc. Loài này được (A.Gray) B.L.Turner miêu tả khoa học đầu tiên năm 1988.